# Olga di Hannover
Olga di Hannover (nome completo Olga Adelaide Louise Marie Alexandrina Agnes Prinzessin von Hannover und Cumberland,; Gmunden, 11 luglio 1884 – Gmunden, 21 settembre 1958) fu principessa di Hannover.

## Famiglia d'origine
Suo padre era Ernesto Augusto, duca di Cumberland, figlio del principe ereditario di Hannover Giorgio e della duchessa Maria di Sassonia-Altenburg; sua madre era la principessa Thyra di Danimarca, figlia del re Cristiano IX di Danimarca e della principessa Luisa d'Assia-Kassel.
La principessa Olga non si sposò mai e visse tutta la vita presso la sua famiglia natale.

## Titoli, trattamento, onorificenze e stemma

### Titoli e trattamento
- 11 luglio 1884 – 21 settembre 1958: Sua Altezza Reale Principessa Olga di Hannover, Duchessa di Brunswick-Lüneburg
- 11 luglio 1884 - 28 marzo 1919: Sua Altezza Reale Principessa Olga di Hannover e Cumberland, Duchessa di Brunswick-Lüneburg
  - officiale in Gran Bretagna: Sua Altezza Principessa Olga di Cumberland

## Ascendenza
|                                     |                                                                |                                                      | Genitori                                    |  |  | Nonni |  |  | Bisnonni                      |  |  | Trisnonni                 |  |
|                                     |                                                                |                                                      |                                             |  |  |       |  |  | Ernesto Augusto I di Hannover |  |  | Giorgio III d'Inghilterra |  |
|                                     |                                                                |                                                      |                                             |  |  |       |  |  | Ernesto Augusto I di Hannover |  |  | Giorgio III d'Inghilterra |  |
|                                     |                                                                | Carlotta di Meclemburgo-Strelitz                     |                                             |  |  |       |  |  | Ernesto Augusto I di Hannover |  |  |                           |  |
| Giorgio V di Hannover               |                                                                |                                                      |                                             |  |  |       |  |  | Ernesto Augusto I di Hannover |  |  |                           |  |
|                                     |                                                                | Federica di Meclemburgo-Strelitz                     | Carlo II di Meclemburgo-Strelitz            |  |  |       |  |  |                               |  |  |                           |  |
|                                     |                                                                | Federica di Meclemburgo-Strelitz                     | Carlo II di Meclemburgo-Strelitz            |  |  |       |  |  |                               |  |  |                           |  |
|                                     |                                                                | Federica di Meclemburgo-Strelitz                     | Federica Carolina Luisa d'Assia-Darmstadt   |  |  |       |  |  |                               |  |  |                           |  |
| Ernesto Augusto, duca di Cumberland |                                                                | Federica di Meclemburgo-Strelitz                     |                                             |  |  |       |  |  |                               |  |  |                           |  |
|                                     |                                                                | Giuseppe di Sassonia-Altenburg                       | Federico di Sassonia-Altenburg              |  |  |       |  |  |                               |  |  |                           |  |
|                                     |                                                                | Giuseppe di Sassonia-Altenburg                       | Federico di Sassonia-Altenburg              |  |  |       |  |  |                               |  |  |                           |  |
|                                     |                                                                | Giuseppe di Sassonia-Altenburg                       | Carlotta di Meclemburgo-Strelitz            |  |  |       |  |  |                               |  |  |                           |  |
| Maria di Sassonia-Altenburg         |                                                                | Giuseppe di Sassonia-Altenburg                       |                                             |  |  |       |  |  |                               |  |  |                           |  |
|                                     |                                                                | Amalia di Württemberg                                | Ludovico Federico Alessandro di Württemberg |  |  |       |  |  |                               |  |  |                           |  |
|                                     |                                                                | Amalia di Württemberg                                | Ludovico Federico Alessandro di Württemberg |  |  |       |  |  |                               |  |  |                           |  |
|                                     |                                                                | Amalia di Württemberg                                | Enrichetta di Nassau-Weilburg               |  |  |       |  |  |                               |  |  |                           |  |
| Olga di Hannover e Cumberland       |                                                                | Amalia di Württemberg                                |                                             |  |  |       |  |  |                               |  |  |                           |  |
|                                     | Federico Guglielmo di Schleswig-Holstein-Sonderburg-Glücksburg | Federico Carlo di Schleswig-Holstein-Sonderburg-Beck |                                             |  |  |       |  |  |                               |  |  |                           |  |
|                                     | Federico Guglielmo di Schleswig-Holstein-Sonderburg-Glücksburg | Federico Carlo di Schleswig-Holstein-Sonderburg-Beck |                                             |  |  |       |  |  |                               |  |  |                           |  |
|                                     | Federico Guglielmo di Schleswig-Holstein-Sonderburg-Glücksburg | Federica di Schlieben                                |                                             |  |  |       |  |  |                               |  |  |                           |  |
| Cristiano IX di Danimarca           | Federico Guglielmo di Schleswig-Holstein-Sonderburg-Glücksburg |                                                      |                                             |  |  |       |  |  |                               |  |  |                           |  |
|                                     |                                                                | Luisa Carolina d'Assia-Kassel                        | Carlo d'Assia-Kassel                        |  |  |       |  |  |                               |  |  |                           |  |
|                                     |                                                                | Luisa Carolina d'Assia-Kassel                        | Carlo d'Assia-Kassel                        |  |  |       |  |  |                               |  |  |                           |  |
|                                     |                                                                | Luisa Carolina d'Assia-Kassel                        | Luisa di Danimarca                          |  |  |       |  |  |                               |  |  |                           |  |
| Thyra di Danimarca                  |                                                                | Luisa Carolina d'Assia-Kassel                        |                                             |  |  |       |  |  |                               |  |  |                           |  |
|                                     |                                                                | Guglielmo d'Assia-Kassel                             | Federico d'Assia-Kassel                     |  |  |       |  |  |                               |  |  |                           |  |
|                                     |                                                                | Guglielmo d'Assia-Kassel                             | Federico d'Assia-Kassel                     |  |  |       |  |  |                               |  |  |                           |  |
|                                     |                                                                | Guglielmo d'Assia-Kassel                             | Carolina di Nassau-Usingen                  |  |  |       |  |  |                               |  |  |                           |  |
| Luisa d'Assia-Kassel                |                                                                | Guglielmo d'Assia-Kassel                             |                                             |  |  |       |  |  |                               |  |  |                           |  |
|                                     |                                                                | Luisa Carlotta di Danimarca                          | Federico di Danimarca                       |  |  |       |  |  |                               |  |  |                           |  |
|                                     |                                                                | Luisa Carlotta di Danimarca                          | Federico di Danimarca                       |  |  |       |  |  |                               |  |  |                           |  |
|                                     |                                                                | Luisa Carlotta di Danimarca                          | Sofia Federica di Meclemburgo-Schwerin      |  |  |       |  |  |                               |  |  |                           |  |
|                                     |                                                                | Luisa Carlotta di Danimarca                          |                                             |  |  |       |  |  |                               |  |  |                           |  |